# Опачхапу
Опачхапу (груз. ოფაჩხაფუ) — село в Грузии, на территории Зугдидского муниципалитета края (мхаре) Самегрело-Верхняя Сванетия.

## География
Село находится в западной части Грузии, на левом берегу реки Джуми, на расстоянии приблизительно 3 километров (по прямой) к юго-востоку от города Зугдиди, административного центра муниципалитета. Абсолютная высота — 124 метра над уровнем моря.

## Население
По результатам официальной переписи населения 2014 года в Опачхапу проживал 81 человек (38 мужчин и 43 женщины). В национальной структуре населения грузины составляли 100 %.
| Год  | Население, человек |
| ---- | ------------------ |
| 2002 | 928                |
| 2014 | ↘ 81               |